# 智利眼蝶属
智利眼蝶属（学名：Chillanella）是蛱蝶科的一属。

## 下属物种
本属包括以下物种：
- Chillanella stelligera Butler, 1881